# Tatort: Rapunzel
Rapunzel ist ein Fernsehfilm aus der Krimireihe Tatort. Der vom SRF produzierte Beitrag ist die 1306. Tatort-Episode und wurde am 15. Juni 2025 im SRF, im ORF und im Ersten ausgestrahlt. Das Zürcher Ermittlerduo Grandjean und Ott ermittelt in seinem neunten Fall.

## Handlung
Am Uetliberg bei Zürich wird die Leiche einer jungen Frau – Vanessa Tomasi – in einer Baumkrone entdeckt. Auffällig ist, dass ihr langes blondes Haar auf einer Seite abrasiert ist.
In unmittelbarer Nähe findet man auch den Ausweis des Opfers in einem Bunker. Die Zürcher Kommissarinnen Isabelle Grandjean und Tessa Ott nehmen gemeinsam mit Staatsanwältin Wegenast den Fall auf. Sie befragen den Vater, den bekannten Coiffeur Marco Tomasi, der erklärt, Vanessa habe eine Ausbildung in Aurora Schneiders Perückenmanufaktur absolviert. Ermittlungen führen in das lukrative Geschäft mit Echthaar: Vanessa arbeitete bei Schneider, deren Lager kurz zuvor um Perücken im Wert von 100.000 CHF beraubt wurde. Die Spur führt zu einer Firma rund um Rudolf und Else von Landegg, die Echthaar (u. a. aus Indien und koschere Scheitel) weltweit vertreiben.
In Verdacht gerät auch Lynn Fischer, die Lebensgefährtin des Opfers. Auch der Unternehmenschef Rudolf von Landegg steht im Verdacht, da er Vanessa kompromittierende Fotos geschickt hatte.
In Lynns Wohnung taucht ein maskierter Einbrecher auf und stiehlt Vanessas Laptop, verliert jedoch Spuren, die der IT-Experte Noah Löwenherz sichern kann. Darauf findet sich Verbindungsmaterial zur Firma „Majestic Hair“.
Grandjean und Ott enthüllen im weiteren Verlauf ein Geflecht aus Trauer, Macht und skrupellosen Machenschaften mit Echthaar. Bei zunehmendem Zeitdruck, bei dem ein weiteres Verbrechen droht, gelingt es, Täter und Tatmotive aufzudecken.

## Hintergrund
Der Film wurde vom 6. Mai 2024 bis zum 11. Juli 2024 gedreht.

## Rezeption

### Kritiken
„Das menschliche Haar, dies macht dieser erfreulich eigentümliche wie klug aufgebaute »Tatort« deutlich, ist vieldeutig und nicht selbstverständlich. [...] Der erzählerische Code des Märchens (aufscheinend in Dialogen und Bildern) entschlüsselt dem Zuschauer, der lange im Dunkeln tappt, das Geschehen – oder aber führt ihn elegant auf falsche Fährten. Dem Duo Ott und Grandjean, respektive Schuler und Zuercher, sieht man derweil gern zu, wie sie sich mit alpenländischer Zurückgenommenheit, gepaart mit dem Charme zweier Weißhut-Westernheldinnen und der Unterstützung ihres schwer sympathischen Steigbügelhalters Noah Löwenherz (Aaron Arens) durch diesen verflochtenen Fall rätseln. Hut ab.“

„Dieser »Tatort« ist ein bisschen zu pedantisch auf Pointe über den Kamm gebrochen, und bei der Besprechung des Falls muss man aufpassen, dass man nicht die vielen schlechten Wortspiele reproduziert, die für die Eröffnungen von Friseurläden erdacht worden sind. Die überkandidelte, deppertmachende Stimmung entspricht der in einem Klamauk-»Tatort« aus Münster.“

### Einschaltquoten
Die Erstausstrahlung von Rapunzel am 15. Juni 2025 wurde in Deutschland von 6,95 Millionen Zuschauern gesehen und erreichte einen Marktanteil von 27,8 % für Das Erste.